# Volta a Luxemburg 2021
La Volta a Luxemburg 2021, 81a edició de la Volta a Luxemburg, es disputà entre el 14 i el 18 de juny de 2021 sobre un recorregut de 724,5 km repartits entre cinc etapes. La cursa formava part del calendari de l'UCI ProSeries 2021, amb una categoria 2.Pro.
El vencedor final fou el portuguès João Almeida (Deceuninck-Quick Step), que fou acompanyat al podi per Marc Hirschi (UAE Team Emirates) i Mattia Cattaneo (Deceuninck-Quick Step).

## Equips
En aquesta edició hi prenen part 21 equips, 8 UCI WorldTeam, 12 UCI ProTeams i un equip continental.
| WorldTeams (8)- UAE Team Emirates - AG2R Citroën Team - Cofidis - Deceuninck-Quick Step - Groupama-FDJ - Lotto Soudal - Team BikeExchange - Trek-Segafredo ProTeams (12)- Alpecin-Fenix - B&B Hotels p/b KTM - Bingoal Pauwels Sauces WB - Burgos-BH - Caja Rural-Seguros RGA - Delko - Sport Vlaanderen-Baloise - Rally Cycling - Arkéa-Samsic - TotalEnergies - Uno-X Pro Cycling Team - Vini Zabù Equip continental- Leopard |
| |

## Etapes
| Etapa    | Data      | Ciutats d'etapa                           | type                      | Distància (km) | Desnivell (m) | Vencedor de l'etapa | Líder de la general |
| -------- | --------- | ----------------------------------------- | ------------------------- | -------------- | ------------- | ------------------- | ------------------- |
| 1a etapa | 14 de set | Ciutat de Luxemburg – Ciutat de Luxemburg | etapa accidentada         | 140            | 2.004 m       | João Almeida        | João Almeida        |
| 2a etapa | 15 de set | Steinfort – Eschdorf                      | etapa accidentada         | 186,1          | 3.302 m       | Marc Hirschi        | Marc Hirschi        |
| 3a etapa | 16 de set | Mondorf-les-Bains – Mamer                 | etapa de mitja muntanya   | 189,3          | 2.433 m       | Sacha Modolo        | Marc Hirschi        |
| 4a etapa | 17 de set | Dudelange – Dudelange                     | contrarellotge individual | 25,4           | 287 m         | Mattia Cattaneo     | João Almeida        |
| 5a etapa | 18 de set | Mersch – Ciutat de Luxemburg              | etapa accidentada         | 183,7          | 3.298 m       | David Gaudu         | João Almeida        |

### Etapa 1
| \| Classificació de l'etapa \| Classificació de l'etapa \| Classificació de l'etapa \| Classificació de l'etapa \| Classificació de l'etapa \| \| Corredor \| Corredor \| Equip \| Temps \| \| \| ------------------------ \| ------------------------ \| ------------------------ \| ------------------------ \| ------------------------ \| \| 1r \| João Almeida \| Deceuninck-Quick Step \| 3h 16' 09" \| \| \| 2n \| Bauke Mollema \| Trek-Segafredo \| + 0" \| \| \| 3r \| Marc Hirschi \| UAE Team Emirates \| + 0" \| \| \| 4t \| Clément Champoussin \| AG2R Citroën Team \| + 0" \| \| \| 5è \| Nairo Quintana Rojas \| Arkéa-Samsic \| + 0" \| \| \| 6è \| Jesús Herrada López \| Cofidis \| + 0" \| \| \| 7è \| David Gaudu \| Groupama-FDJ \| + 0" \| \| \| 8è \| Andrea Vendrame \| AG2R Citroën Team \| + 0" \| \| \| 9è \| Thibaut Pinot \| Groupama-FDJ \| + 0" \| \| \| 10è \| Kobe Goossens \| Lotto-Soudal \| + 0" \| \| |                      |                       |            |
| |                      |                       |            |
| Font: ProCyclingStats |                      |                       |            |
| Classificació de l'etapa |                      |                       |            |
| Corredor | Corredor             | Equip                 | Temps      |
| 1r | João Almeida         | Deceuninck-Quick Step | 3h 16' 09" |
| 2n | Bauke Mollema        | Trek-Segafredo        | + 0"       |
| 3r | Marc Hirschi         | UAE Team Emirates     | + 0"       |
| 4t | Clément Champoussin  | AG2R Citroën Team     | + 0"       |
| 5è | Nairo Quintana Rojas | Arkéa-Samsic          | + 0"       |
| 6è | Jesús Herrada López  | Cofidis               | + 0"       |
| 7è | David Gaudu          | Groupama-FDJ          | + 0"       |
| 8è | Andrea Vendrame      | AG2R Citroën Team     | + 0"       |
| 9è | Thibaut Pinot        | Groupama-FDJ          | + 0"       |
| 10è | Kobe Goossens        | Lotto-Soudal          | + 0"       |

| \| Classificació general \| Classificació general \| Classificació general \| Classificació general \| Classificació general \| \| Corredor \| Corredor \| Equip \| Temps \| \| \| --------------------- \| --------------------- \| --------------------- \| --------------------- \| --------------------- \| \| 1r \| João Almeida \| Deceuninck-Quick Step \| 3h 15' 59" \| \| \| 2n \| Bauke Mollema \| Trek-Segafredo \| + 4" \| \| \| 3r \| Marc Hirschi \| UAE Team Emirates \| + 6" \| \| \| 4t \| Clément Champoussin \| AG2R Citroën Team \| + 10" \| \| \| 5è \| Nairo Quintana Rojas \| Arkéa-Samsic \| + 10" \| \| \| 6è \| Jesús Herrada López \| Cofidis \| + 10" \| \| \| 7è \| David Gaudu \| Groupama-FDJ \| + 10" \| \| \| 8è \| Andrea Vendrame \| AG2R Citroën Team \| + 10" \| \| \| 9è \| Thibaut Pinot \| Groupama-FDJ \| + 10" \| \| \| 10è \| Kobe Goossens \| Lotto-Soudal \| + 10" \| \| |                      |                       |            |
| |                      |                       |            |
| Font: ProCyclingStats |                      |                       |            |
| Classificació general |                      |                       |            |
| Corredor | Corredor             | Equip                 | Temps      |
| 1r | João Almeida         | Deceuninck-Quick Step | 3h 15' 59" |
| 2n | Bauke Mollema        | Trek-Segafredo        | + 4"       |
| 3r | Marc Hirschi         | UAE Team Emirates     | + 6"       |
| 4t | Clément Champoussin  | AG2R Citroën Team     | + 10"      |
| 5è | Nairo Quintana Rojas | Arkéa-Samsic          | + 10"      |
| 6è | Jesús Herrada López  | Cofidis               | + 10"      |
| 7è | David Gaudu          | Groupama-FDJ          | + 10"      |
| 8è | Andrea Vendrame      | AG2R Citroën Team     | + 10"      |
| 9è | Thibaut Pinot        | Groupama-FDJ          | + 10"      |
| 10è | Kobe Goossens        | Lotto-Soudal          | + 10"      |

### Etapa 2
| \| Classificació de l'etapa \| Classificació de l'etapa \| Classificació de l'etapa \| Classificació de l'etapa \| Classificació de l'etapa \| \| Corredor \| Corredor \| Equip \| Temps \| \| \| ------------------------ \| -------------------------- \| ------------------------ \| ------------------------ \| ------------------------ \| \| 1r \| Marc Hirschi \| UAE Team Emirates \| 4h 45' 12" \| \| \| 2n \| João Almeida \| Deceuninck-Quick Step \| + 8" \| \| \| 3r \| David Gaudu \| Groupama-FDJ \| + 8" \| \| \| 4t \| Davide Formolo \| UAE Team Emirates \| + 8" \| \| \| 5è \| David de la Cruz Melgarejo \| UAE Team Emirates \| + 8" \| \| \| 6è \| Thibaut Pinot \| Groupama-FDJ \| + 8" \| \| \| 7è \| Pierre Latour \| TotalEnergies \| + 20" \| \| \| 8è \| Sébastien Reichenbach \| Groupama-FDJ \| + 20" \| \| \| 9è \| Nairo Quintana Rojas \| Arkéa-Samsic \| + 20" \| \| \| 10è \| Clément Champoussin \| AG2R Citroën Team \| + 20" \| \| |                            |                       |            |
| |                            |                       |            |
| Font: ProCyclingStats |                            |                       |            |
| Classificació de l'etapa |                            |                       |            |
| Corredor | Corredor                   | Equip                 | Temps      |
| 1r | Marc Hirschi               | UAE Team Emirates     | 4h 45' 12" |
| 2n | João Almeida               | Deceuninck-Quick Step | + 8"       |
| 3r | David Gaudu                | Groupama-FDJ          | + 8"       |
| 4t | Davide Formolo             | UAE Team Emirates     | + 8"       |
| 5è | David de la Cruz Melgarejo | UAE Team Emirates     | + 8"       |
| 6è | Thibaut Pinot              | Groupama-FDJ          | + 8"       |
| 7è | Pierre Latour              | TotalEnergies         | + 20"      |
| 8è | Sébastien Reichenbach      | Groupama-FDJ          | + 20"      |
| 9è | Nairo Quintana Rojas       | Arkéa-Samsic          | + 20"      |
| 10è | Clément Champoussin        | AG2R Citroën Team     | + 20"      |

| \| Classificació general \| Classificació general \| Classificació general \| Classificació general \| Classificació general \| \| Corredor \| Corredor \| Equip \| Temps \| \| \| --------------------- \| -------------------------- \| --------------------- \| --------------------- \| --------------------- \| \| 1r \| Marc Hirschi \| UAE Team Emirates \| 8h 01' 06" \| \| \| 2n \| João Almeida \| Deceuninck-Quick Step \| + 4" \| \| \| 3r \| David Gaudu \| Groupama-FDJ \| + 19" \| \| \| 4t \| Thibaut Pinot \| Groupama-FDJ \| + 23" \| \| \| 5è \| David de la Cruz Melgarejo \| UAE Team Emirates \| + 23" \| \| \| 6è \| Davide Formolo \| UAE Team Emirates \| + 23" \| \| \| 7è \| Nairo Quintana Rojas \| Arkéa-Samsic \| + 33" \| \| \| 8è \| Bauke Mollema \| Trek-Segafredo \| + 35" \| \| \| 9è \| Clément Champoussin \| AG2R Citroën Team \| + 35" \| \| \| 10è \| Jesús Herrada López \| Cofidis \| + 35" \| \| |                            |                       |            |
| |                            |                       |            |
| Font: ProCyclingStats |                            |                       |            |
| Classificació general |                            |                       |            |
| Corredor | Corredor                   | Equip                 | Temps      |
| 1r | Marc Hirschi               | UAE Team Emirates     | 8h 01' 06" |
| 2n | João Almeida               | Deceuninck-Quick Step | + 4"       |
| 3r | David Gaudu                | Groupama-FDJ          | + 19"      |
| 4t | Thibaut Pinot              | Groupama-FDJ          | + 23"      |
| 5è | David de la Cruz Melgarejo | UAE Team Emirates     | + 23"      |
| 6è | Davide Formolo             | UAE Team Emirates     | + 23"      |
| 7è | Nairo Quintana Rojas       | Arkéa-Samsic          | + 33"      |
| 8è | Bauke Mollema              | Trek-Segafredo        | + 35"      |
| 9è | Clément Champoussin        | AG2R Citroën Team     | + 35"      |
| 10è | Jesús Herrada López        | Cofidis               | + 35"      |

### Etapa 3
| \| Classificació de l'etapa \| Classificació de l'etapa \| Classificació de l'etapa \| Classificació de l'etapa \| Classificació de l'etapa \| \| Corredor \| Corredor \| Equip \| Temps \| \| \| ------------------------ \| ------------------------ \| ------------------------ \| ------------------------ \| ------------------------ \| \| 1r \| Sacha Modolo \| Alpecin-Fenix \| 4h 17' 47" \| \| \| 2n \| Benoît Cosnefroy \| AG2R Citroën Team \| + 0" \| \| \| 3r \| Eduard-Michael Grosu \| Delko \| + 0" \| \| \| 4t \| Edvald Boasson Hagen \| TotalEnergies \| + 0" \| \| \| 5è \| Andrea Vendrame \| AG2R Citroën Team \| + 0" \| \| \| 6è \| Clément Champoussin \| AG2R Citroën Team \| + 0" \| \| \| 7è \| Arne Marit \| Sport Vlaanderen-Baloise \| + 0" \| \| \| 8è \| Franck Bonnamour \| B&B Hotels p/b KTM \| + 0" \| \| \| 9è \| Manuel Peñalver \| Burgos-BH \| + 0" \| \| \| 10è \| Arvid de Kleijn \| Rally Cycling \| + 0" \| \| |                      |                          |            |
| |                      |                          |            |
| Font: ProCyclingStats |                      |                          |            |
| Classificació de l'etapa |                      |                          |            |
| Corredor | Corredor             | Equip                    | Temps      |
| 1r | Sacha Modolo         | Alpecin-Fenix            | 4h 17' 47" |
| 2n | Benoît Cosnefroy     | AG2R Citroën Team        | + 0"       |
| 3r | Eduard-Michael Grosu | Delko                    | + 0"       |
| 4t | Edvald Boasson Hagen | TotalEnergies            | + 0"       |
| 5è | Andrea Vendrame      | AG2R Citroën Team        | + 0"       |
| 6è | Clément Champoussin  | AG2R Citroën Team        | + 0"       |
| 7è | Arne Marit           | Sport Vlaanderen-Baloise | + 0"       |
| 8è | Franck Bonnamour     | B&B Hotels p/b KTM       | + 0"       |
| 9è | Manuel Peñalver      | Burgos-BH                | + 0"       |
| 10è | Arvid de Kleijn      | Rally Cycling            | + 0"       |

| \| Classificació general \| Classificació general \| Classificació general \| Classificació general \| Classificació general \| \| Corredor \| Corredor \| Equip \| Temps \| \| \| --------------------- \| -------------------------- \| --------------------- \| --------------------- \| --------------------- \| \| 1r \| Marc Hirschi \| UAE Team Emirates \| 12h 18' 53" \| \| \| 2n \| João Almeida \| Deceuninck-Quick Step \| + 4" \| \| \| 3r \| David Gaudu \| Groupama-FDJ \| + 19" \| \| \| 4t \| Thibaut Pinot \| Groupama-FDJ \| + 23" \| \| \| 5è \| David de la Cruz Melgarejo \| UAE Team Emirates \| + 23" \| \| \| 6è \| Davide Formolo \| UAE Team Emirates \| + 23" \| \| \| 7è \| Nairo Quintana Rojas \| Arkéa-Samsic \| + 33" \| \| \| 8è \| Clément Champoussin \| AG2R Citroën Team \| + 35" \| \| \| 9è \| Jesús Herrada López \| Cofidis \| + 35" \| \| \| 10è \| Pierre Latour \| TotalEnergies \| + 35" \| \| |                            |                       |             |
| |                            |                       |             |
| Font: ProCyclingStats |                            |                       |             |
| Classificació general |                            |                       |             |
| Corredor | Corredor                   | Equip                 | Temps       |
| 1r | Marc Hirschi               | UAE Team Emirates     | 12h 18' 53" |
| 2n | João Almeida               | Deceuninck-Quick Step | + 4"        |
| 3r | David Gaudu                | Groupama-FDJ          | + 19"       |
| 4t | Thibaut Pinot              | Groupama-FDJ          | + 23"       |
| 5è | David de la Cruz Melgarejo | UAE Team Emirates     | + 23"       |
| 6è | Davide Formolo             | UAE Team Emirates     | + 23"       |
| 7è | Nairo Quintana Rojas       | Arkéa-Samsic          | + 33"       |
| 8è | Clément Champoussin        | AG2R Citroën Team     | + 35"       |
| 9è | Jesús Herrada López        | Cofidis               | + 35"       |
| 10è | Pierre Latour              | TotalEnergies         | + 35"       |

### Etapa 4
| \| Classificació de l'etapa \| Classificació de l'etapa \| Classificació de l'etapa \| Classificació de l'etapa \| Classificació de l'etapa \| \| Corredor \| Corredor \| Equip \| Temps \| \| \| ------------------------ \| -------------------------- \| ------------------------ \| ------------------------ \| ------------------------ \| \| 1r \| Mattia Cattaneo \| Deceuninck-Quick Step \| 30' 53" \| \| \| 2n \| João Almeida \| Deceuninck-Quick Step \| + 2" \| \| \| 3r \| Mattias Skjelmose \| Trek-Segafredo \| + 26" \| \| \| 4t \| David de la Cruz Melgarejo \| UAE Team Emirates \| + 35" \| \| \| 5è \| Pierre Latour \| TotalEnergies \| + 38" \| \| \| 6è \| Marc Hirschi \| UAE Team Emirates \| + 49" \| \| \| 7è \| Jack Bauer \| BikeExchange \| + 50" \| \| \| 8è \| Harry Sweeny \| Lotto-Soudal \| + 55" \| \| \| 9è \| Antonio Tiberi \| Trek-Segafredo \| + 55" \| \| \| 10è \| Vincenzo Nibali \| Trek-Segafredo \| + 57" \| \| |                            |                       |         |
| |                            |                       |         |
| Font: ProCyclingStats |                            |                       |         |
| Classificació de l'etapa |                            |                       |         |
| Corredor | Corredor                   | Equip                 | Temps   |
| 1r | Mattia Cattaneo            | Deceuninck-Quick Step | 30' 53" |
| 2n | João Almeida               | Deceuninck-Quick Step | + 2"    |
| 3r | Mattias Skjelmose          | Trek-Segafredo        | + 26"   |
| 4t | David de la Cruz Melgarejo | UAE Team Emirates     | + 35"   |
| 5è | Pierre Latour              | TotalEnergies         | + 38"   |
| 6è | Marc Hirschi               | UAE Team Emirates     | + 49"   |
| 7è | Jack Bauer                 | BikeExchange          | + 50"   |
| 8è | Harry Sweeny               | Lotto-Soudal          | + 55"   |
| 9è | Antonio Tiberi             | Trek-Segafredo        | + 55"   |
| 10è | Vincenzo Nibali            | Trek-Segafredo        | + 57"   |

| \| Classificació general \| Classificació general \| Classificació general \| Classificació general \| Classificació general \| \| Corredor \| Corredor \| Equip \| Temps \| \| \| --------------------- \| -------------------------- \| --------------------- \| --------------------- \| --------------------- \| \| 1r \| João Almeida \| Deceuninck-Quick Step \| 12h 49' 51" \| \| \| 2n \| Marc Hirschi \| UAE Team Emirates \| + 43" \| \| \| 3r \| Mattia Cattaneo \| Deceuninck-Quick Step \| + 50" \| \| \| 4t \| David de la Cruz Melgarejo \| UAE Team Emirates \| + 52" \| \| \| 5è \| Pierre Latour \| TotalEnergies \| + 1' 07" \| \| \| 6è \| Thibaut Pinot \| Groupama-FDJ \| + 1' 21" \| \| \| 7è \| David Gaudu \| Groupama-FDJ \| + 1' 21" \| \| \| 8è \| Vincenzo Nibali \| Trek-Segafredo \| + 1' 32" \| \| \| 9è \| Davide Formolo \| UAE Team Emirates \| + 1' 36" \| \| \| 10è \| Jesús Herrada López \| Cofidis \| + 1' 37" \| \| |                            |                       |             |
| |                            |                       |             |
| Font: ProCyclingStats |                            |                       |             |
| Classificació general |                            |                       |             |
| Corredor | Corredor                   | Equip                 | Temps       |
| 1r | João Almeida               | Deceuninck-Quick Step | 12h 49' 51" |
| 2n | Marc Hirschi               | UAE Team Emirates     | + 43"       |
| 3r | Mattia Cattaneo            | Deceuninck-Quick Step | + 50"       |
| 4t | David de la Cruz Melgarejo | UAE Team Emirates     | + 52"       |
| 5è | Pierre Latour              | TotalEnergies         | + 1' 07"    |
| 6è | Thibaut Pinot              | Groupama-FDJ          | + 1' 21"    |
| 7è | David Gaudu                | Groupama-FDJ          | + 1' 21"    |
| 8è | Vincenzo Nibali            | Trek-Segafredo        | + 1' 32"    |
| 9è | Davide Formolo             | UAE Team Emirates     | + 1' 36"    |
| 10è | Jesús Herrada López        | Cofidis               | + 1' 37"    |

### Etapa 5
| \| Classificació de l'etapa \| Classificació de l'etapa \| Classificació de l'etapa \| Classificació de l'etapa \| Classificació de l'etapa \| \| Corredor \| Corredor \| Equip \| Temps \| \| \| ------------------------ \| ------------------------ \| ------------------------ \| ------------------------ \| ------------------------ \| \| 1r \| David Gaudu \| Groupama-FDJ \| 4h 30' 59" \| \| \| 2n \| João Almeida \| Deceuninck-Quick Step \| + 0" \| \| \| 3r \| Pierre Latour \| TotalEnergies \| + 0" \| \| \| 4t \| Marc Hirschi \| UAE Team Emirates \| + 0" \| \| \| 5è \| Benoît Cosnefroy \| AG2R Citroën Team \| + 0" \| \| \| 6è \| Alex Kirsch \| Trek-Segafredo \| + 0" \| \| \| 7è \| Fausto Masnada \| Deceuninck-Quick Step \| + 0" \| \| \| 8è \| Clément Champoussin \| AG2R Citroën Team \| + 0" \| \| \| 9è \| Jesús Herrada López \| Cofidis \| + 0" \| \| \| 10è \| Oier Lazkano López \| Caja Rural-Seguros RGA \| + 0" \| \| |                     |                        |            |
| |                     |                        |            |
| Font: ProCyclingStats |                     |                        |            |
| Classificació de l'etapa |                     |                        |            |
| Corredor | Corredor            | Equip                  | Temps      |
| 1r | David Gaudu         | Groupama-FDJ           | 4h 30' 59" |
| 2n | João Almeida        | Deceuninck-Quick Step  | + 0"       |
| 3r | Pierre Latour       | TotalEnergies          | + 0"       |
| 4t | Marc Hirschi        | UAE Team Emirates      | + 0"       |
| 5è | Benoît Cosnefroy    | AG2R Citroën Team      | + 0"       |
| 6è | Alex Kirsch         | Trek-Segafredo         | + 0"       |
| 7è | Fausto Masnada      | Deceuninck-Quick Step  | + 0"       |
| 8è | Clément Champoussin | AG2R Citroën Team      | + 0"       |
| 9è | Jesús Herrada López | Cofidis                | + 0"       |
| 10è | Oier Lazkano López  | Caja Rural-Seguros RGA | + 0"       |

## Classificacions finals

### Classificació general
| \| Classificació general \| Classificació general \| Classificació general \| Classificació general \| Classificació general \| \| Corredor \| Corredor \| Equip \| Temps \| \| \| --------------------- \| -------------------------- \| --------------------- \| --------------------- \| --------------------- \| \| 1r \| João Almeida \| Deceuninck-Quick Step \| 17h 20' 44" \| \| \| 2n \| Marc Hirschi \| UAE Team Emirates \| + 46" \| \| \| 3r \| Mattia Cattaneo \| Deceuninck-Quick Step \| + 1' 05" \| \| \| 4t \| David de la Cruz Melgarejo \| UAE Team Emirates \| + 1' 09" \| \| \| 5è \| Pierre Latour \| TotalEnergies \| + 1' 09" \| \| \| 6è \| David Gaudu \| Groupama-FDJ \| + 1' 17" \| \| \| 7è \| Thibaut Pinot \| Groupama-FDJ \| + 1' 27" \| \| \| 8è \| Jesús Herrada López \| Cofidis \| + 1' 43" \| \| \| 9è \| Vincenzo Nibali \| Trek-Segafredo \| + 1' 49" \| \| \| 10è \| Davide Formolo \| UAE Team Emirates \| + 1' 53" \| \| |                            |                       |             |
| |                            |                       |             |
| Font: ProCyclingStats |                            |                       |             |
| Classificació general |                            |                       |             |
| Corredor | Corredor                   | Equip                 | Temps       |
| 1r | João Almeida               | Deceuninck-Quick Step | 17h 20' 44" |
| 2n | Marc Hirschi               | UAE Team Emirates     | + 46"       |
| 3r | Mattia Cattaneo            | Deceuninck-Quick Step | + 1' 05"    |
| 4t | David de la Cruz Melgarejo | UAE Team Emirates     | + 1' 09"    |
| 5è | Pierre Latour              | TotalEnergies         | + 1' 09"    |
| 6è | David Gaudu                | Groupama-FDJ          | + 1' 17"    |
| 7è | Thibaut Pinot              | Groupama-FDJ          | + 1' 27"    |
| 8è | Jesús Herrada López        | Cofidis               | + 1' 43"    |
| 9è | Vincenzo Nibali            | Trek-Segafredo        | + 1' 49"    |
| 10è | Davide Formolo             | UAE Team Emirates     | + 1' 53"    |

| Classificació per punts | Classificació per punts | Classificació per punts | Classificació per punts | Classificació per punts |
| Corredor                | Corredor                | Equip                   | Punts                   |                         |
| ----------------------- | ----------------------- | ----------------------- | ----------------------- | ----------------------- |
| 1r                      | João Almeida            | Deceuninck-Quick Step   | 68 pts                  |                         |
| 2n                      | Marc Hirschi            | UAE Team Emirates       | 51 pts                  |                         |
| 3r                      | David Gaudu             | Groupama-FDJ            | 38 pts                  |                         |
| 4t                      | Pierre Latour           | TotalEnergies           | 27 pts                  |                         |
| 5è                      | Benoît Cosnefroy        | AG2R Citroën Team       | 25 pts                  |                         |

| Classificació per punts | Classificació per punts | Classificació per punts | Classificació per punts | Classificació per punts |
| Corredor                | Corredor                | Equip                   | Punts                   |                         |
| ----------------------- | ----------------------- | ----------------------- | ----------------------- | ----------------------- |
| 1r                      | João Almeida            | Deceuninck-Quick Step   | 68 pts                  |                         |
| 2n                      | Marc Hirschi            | UAE Team Emirates       | 51 pts                  |                         |
| 3r                      | David Gaudu             | Groupama-FDJ            | 38 pts                  |                         |
| 4t                      | Pierre Latour           | TotalEnergies           | 27 pts                  |                         |
| 5è                      | Benoît Cosnefroy        | AG2R Citroën Team       | 25 pts                  |                         |

| Classificació de la muntanya | Classificació de la muntanya | Classificació de la muntanya | Classificació de la muntanya | Classificació de la muntanya |
| Corredor                     | Corredor                     | Equip                        | Punts                        |                              |
| ---------------------------- | ---------------------------- | ---------------------------- | ---------------------------- | ---------------------------- |
| 1r                           | Kenny Molly                  | Bingoal Pauwels Sauces WB    | 42 pts                       |                              |
| 2n                           | Sebastian Schönberger        | B&B Hotels p/b KTM           | 20 pts                       |                              |
| 3r                           | Kenneth Van Rooy             | Sport Vlaanderen-Baloise     | 8 pts                        |                              |
| 4t                           | Ben O'Connor                 | AG2R Citroën Team            | 8 pts                        |                              |
| 5è                           | Morten Hulgaard              | Uno-X Pro Cycling Team       | 8 pts                        |                              |

| Classificació de la muntanya | Classificació de la muntanya | Classificació de la muntanya | Classificació de la muntanya | Classificació de la muntanya |
| Corredor                     | Corredor                     | Equip                        | Punts                        |                              |
| ---------------------------- | ---------------------------- | ---------------------------- | ---------------------------- | ---------------------------- |
| 1r                           | Kenny Molly                  | Bingoal Pauwels Sauces WB    | 42 pts                       |                              |
| 2n                           | Sebastian Schönberger        | B&B Hotels p/b KTM           | 20 pts                       |                              |
| 3r                           | Kenneth Van Rooy             | Sport Vlaanderen-Baloise     | 8 pts                        |                              |
| 4t                           | Ben O'Connor                 | AG2R Citroën Team            | 8 pts                        |                              |
| 5è                           | Morten Hulgaard              | Uno-X Pro Cycling Team       | 8 pts                        |                              |

| Classificació del millor jove | Classificació del millor jove | Classificació del millor jove | Classificació del millor jove | Classificació del millor jove |
| Corredor                      | Corredor                      | Equip                         | Temps                         |                               |
| ----------------------------- | ----------------------------- | ----------------------------- | ----------------------------- | ----------------------------- |
| 1r                            | João Almeida                  | Deceuninck-Quick Step         | 17h 20' 44"                   |                               |
| 2n                            | Marc Hirschi                  | UAE Team Emirates             | + 46"                         |                               |
| 3r                            | David Gaudu                   | Groupama-FDJ                  | + 1' 17"                      |                               |
| 4t                            | Clément Champoussin           | AG2R Citroën Team             | + 1' 57"                      |                               |
| 5è                            | Kobe Goossens                 | Lotto-Soudal                  | + 2' 11"                      |                               |

| Classificació del millor jove | Classificació del millor jove | Classificació del millor jove | Classificació del millor jove | Classificació del millor jove |
| Corredor                      | Corredor                      | Equip                         | Temps                         |                               |
| ----------------------------- | ----------------------------- | ----------------------------- | ----------------------------- | ----------------------------- |
| 1r                            | João Almeida                  | Deceuninck-Quick Step         | 17h 20' 44"                   |                               |
| 2n                            | Marc Hirschi                  | UAE Team Emirates             | + 46"                         |                               |
| 3r                            | David Gaudu                   | Groupama-FDJ                  | + 1' 17"                      |                               |
| 4t                            | Clément Champoussin           | AG2R Citroën Team             | + 1' 57"                      |                               |
| 5è                            | Kobe Goossens                 | Lotto-Soudal                  | + 2' 11"                      |                               |

| Classificació per equips | Classificació per equips | Classificació per equips | Classificació per equips |
| Equip                    | Equip                    | Temps                    |                          |
| ------------------------ | ------------------------ | ------------------------ | ------------------------ |
| 1r                       | Deceuninck-Quick Step    | 52h 05' 48"              |                          |
| 2n                       | UAE Team Emirates        | + 30"                    |                          |
| 3r                       | Groupama-FDJ             | + 1' 08"                 |                          |
| 4t                       | Trek-Segafredo           | + 7' 20"                 |                          |
| 5è                       | AG2R Citroën Team        | + 12' 07"                |                          |

| Classificació per equips | Classificació per equips | Classificació per equips | Classificació per equips |
| Equip                    | Equip                    | Temps                    |                          |
| ------------------------ | ------------------------ | ------------------------ | ------------------------ |
| 1r                       | Deceuninck-Quick Step    | 52h 05' 48"              |                          |
| 2n                       | UAE Team Emirates        | + 30"                    |                          |
| 3r                       | Groupama-FDJ             | + 1' 08"                 |                          |
| 4t                       | Trek-Segafredo           | + 7' 20"                 |                          |
| 5è                       | AG2R Citroën Team        | + 12' 07"                |                          |

## Evolució de les classificacions
| Etapa                  | Vencedor               | Classificació general | Classificació de la muntanya | Classificació per punts | Classificació dels joves | Classificació per equips |
| ---------------------- | ---------------------- | --------------------- | ---------------------------- | ----------------------- | ------------------------ | ------------------------ |
| 1                      | João Almeida           | João Almeida          | João Almeida                 | Kenny Molly             | João Almeida             | Groupama-FDJ             |
| 2                      | Marc Hirschi           | Marc Hirschi          | João Almeida                 | Kenny Molly             | Marc Hirschi             | UAE Team Emirates        |
| 3                      | Sacha Modolo           | Marc Hirschi          | João Almeida                 | Kenny Molly             | Marc Hirschi             | UAE Team Emirates        |
| 4                      | Mattia Cattaneo        | João Almeida          | João Almeida                 | Kenny Molly             | João Almeida             | Deceuninck-Quick Step    |
| 5                      | David Gaudu            | João Almeida          | João Almeida                 | Kenny Molly             | João Almeida             | Deceuninck-Quick Step    |
| Classificacions finals | Classificacions finals | João Almeida          | João Almeida                 | Kenny Molly             | João Almeida             | Deceuninck-Quick Step    |